# Мон-Ажель
Мон-Ажель (Мон-Агель, Гора Агель; фр. Mont Agel) — гора на кордоні між Монако і Францією. Її вершина висотою 1148 метрів над рівнем моря розташована у Франції, але найвища точка Монако, дорога під назвою Chemin des Révoires — на її схилах, на висоті 161 м н.р.м.

## Історія
Вершину гори Мон-Ажель займає авіабаза Ніцца, побудована на колишніх укріпленнях Мон-Ажель Альпійської лінії оборони часів WWII.
Князь Монако Реньє III 1957 року побудував тут літній палац (приватну резиденцію) княжої родини Монако, і він називається Roc Agel (розташування — Ла Турбі).
На горі Мон-Ажель знаходиться гольф-клуб Монте-Карло, де раніше проводився Відкритий чемпіонат Монте-Карло. 2011 року клубу виповнилося 100 років.
18 червня 2011 року на Мон-Ажель розбився легкий літак, який летів приватним рейсом з Італії до Труа, загинуло два громадяни Великої Британії. Під час катастрофи був туман.